# Copypasta
Em internetês, o termo copypasta (às vezes aportuguesado como copicola) refere-se a um bloco de texto que é copiado e colado na internet por indivíduos por meio de fóruns online e redes sociais. Copypastas podem conter caracteres especiais como emojis, símbolos unicode ou ASCII e são ditos semelhantes ao spam.

## História
A palavra "copypasta" foi usada pela primeira vez em grupos Usenet em 2006, sendo adicionada ao Urban Dictionary em 20 de abril de 2006 e na Encyclopedia Dramatica, uma wiki satírica sobre cultura da internet, em setembro de 2006. De acordo com o Google Trends, a palavra "copypasta" foi usada pela primeira vez em abril de 2006.

### Etimologia
O termo "copypasta" é derivado do termo de computador "copy/paste" (copiar/colar). A origem do termo leva até um grupo anônimo do 4chan de 2006 que cunhou o termo.

## Exemplos notáveis

### Navy Seal
O copypasta do Navy Seal é um famoso copypasta, principalmente na anglofonia. Um longo e comicamente escrito parágrafo de um ataque agressivo contra um "garoto", escrito na voz do "cara durão" estereotipado, listando realizações absurdas, como ter "mais de 300 mortes confirmadas" e ser "treinado em táticas de gorila". Esta copypasta é frequentemente repostada como uma reação exagerada humorística a um insulto e acredita-se que tenha originado uma postagem em uma board de mensagens do 4chan em 11 de novembro de 2010. Existe uma versão abrasileirada deste copypasta, listando as mesma realizações, mas no Exército Brasileiro e outras organizações brasileiras.

### Bee Movie
O copypasta do Bee Movie data 2013, onde os usuários postam todo o roteiro do filme Bee Movie em sites como Reddit e Tumblr. Isso se popularizou na época em que as edições do filme foram postadas pela primeira vez e popularizadas no YouTube no final de 2016.